# Mitt majestät kung Ludde
Mitt majestät kung Ludde (engelska: Du Barry Was a Lady) är en amerikansk musikalfilm från 1943 i regi av Roy Del Ruth. Filmen är baserad på en Broadwaymusikal med musik av Cole Porter. I filmen ingår dock endast tre sånger av honom. Filmen hade svensk publikpremiär den 2 oktober 1944. Ursprungstiteln Du Barry Was a Lady syftar på Jeanne du Barry som var älskarinna åt kung Ludvig XV av Frankrike. I filmen spelas hon av Lucille Ball, medan Red Skelton spelar kungen.

## Rollista
- Red Skelton - Louis Blore & Ludvig XV
- Lucille Ball - May Daly & Madame Du Barry
- Gene Kelly - Alec Howe & The Black Arrow
- Virginia O'Brien - Ginny
- Rags Ragland - Charlie
- Zero Mostel - Rami the Swami
- Donald Meek - Mr. Jones & Duc de Choiseul
- Douglass Dumbrille - Willie & Duc de Rigor
- George Givot - Cheezy & Greve de Roquefort
- Louise Beavers - Niagara
- Tommy Dorsey and His Orchestra - sig själva
- Hugh Beaumont - betjänt (ej krediterad)
- Clara Blandick - gammal dam på tunnelbana (ej krediterad)
- Charles Coleman - Charlie, betjänt (ej krediterad)
- Ava Gardner - Perfume Girl (ej krediterad)
- Marilyn Maxwell - Miss February, Vargas Calendar Girl (ej krediterad)
- Lana Turner - sig själv (ej krediterad)